# Красная линия (Пермь)

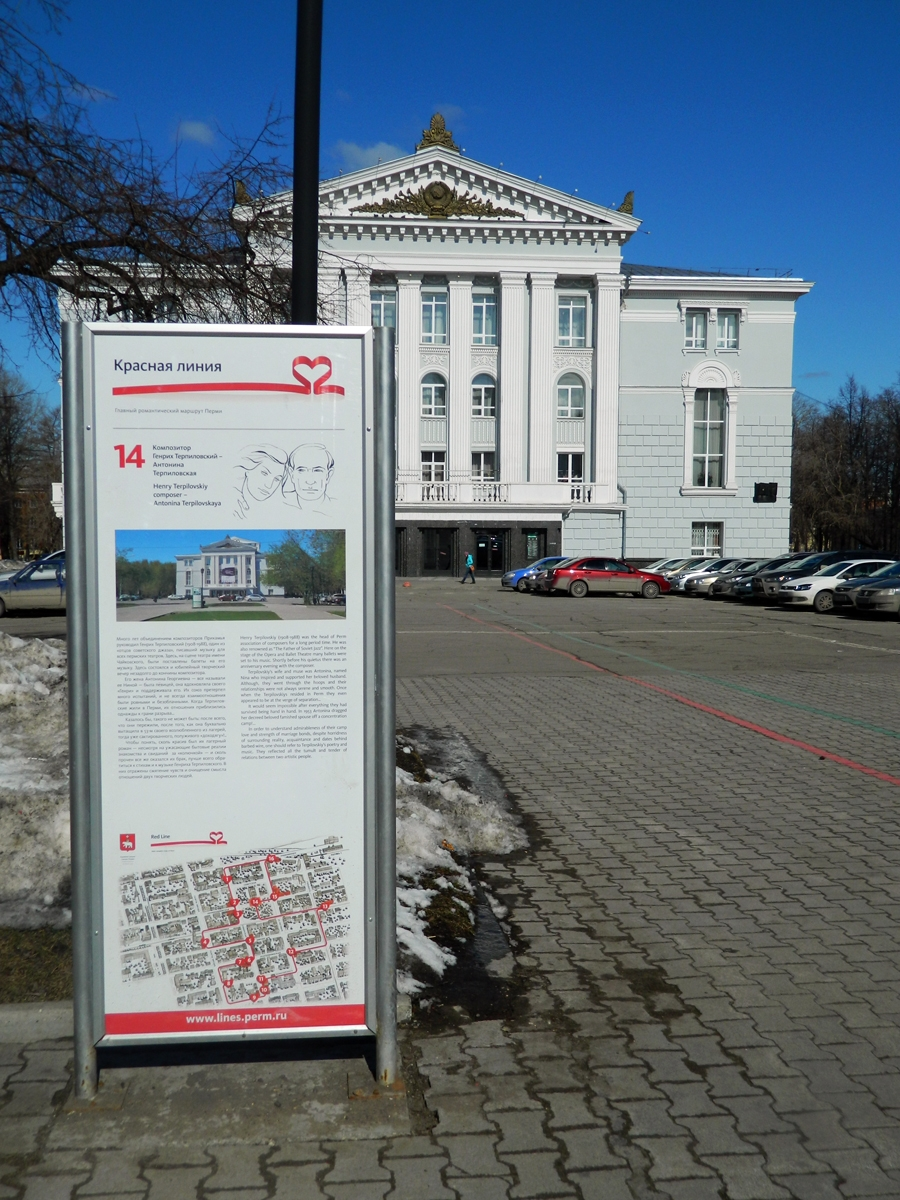
Красная линия в Перми

Красная линия — пешеходный «романтический» маршрут в Перми. Сюжетная канва «Красной линии» объединяет 16 историй любви знаменитых людей, когда-то проживавших в Перми.

## История
«Красная линия» была открыта 12 июня 2011 г. спустя год после открытия «Зелёной линии». Её маршрут был составлен по книге краеведа Владимира Гладышева «Страна Любовь»
Торжественное открытие состоялось перед Театром оперы и балета.

## Описание
Пешеходный маршрут нанесён на тротуар красной краской с направлением движения. Около каждой достопримечательности установлена информационная тумба с кратким описанием достопримечательности на русском и английском языках, а также схематическим изображением схемы движения и текущим местонахождением.
1. «Королёвские номера» — история Михаила Романова и его жены Натальи, проживших здесь 10 дней в 1918 г.
2. Дом Смышляева — история Владимира Маяковского и Лили Брик. В этом доме, позднее ставшем Горьковской библиотекой, в 1942 г. Лиля Брик читала перед аудиторией свои воспоминания о Маяковском.
3. Пермская мужская гимназия — здесь в юношеские годы первую любовь пережил писатель Михаил Осоргин. О ней он написал романтическую новеллу «Катенька».
4. Богородицкая школа-попечительство — история работавшего здесь врача Павла Николаевича Серебренникова и его жены Евгении Павловны.
5. Дом Любимовых-Рязанцевых — история писателя Дмитрия Наркисовича Мамина-Сибиряка и Марии Морицевны Гейнрих. В этом жила Мария Морицовна.
6. Дом губернатора — история Софьи Певцовой, дочери пермского губернатора Карла Модераха, в которую был влюблён поэт Пётр Вяземский.
7. Дом губернатора — история первого редактора газеты «Пролетарское знамя» большевика Фёдора Лукоянова и дочерью священника Клавдии Будриной.
8. Коммуна журналистов — история Аркадия Гайдара, лечившегося в Перми от контузии, и студентки-активистки Рахили Соломянской.
9. Дом Дягилева — история любви родителей композитора Сергея Дягилева, Павла Павловича Дягилева и Елены Валерьяновны Панаевой, которой он посвятил романс.
10. Пермское отделение Императорского Русского Музыкального общества — история Имре Кальмана и его юной жены Веры Макинской, которой он посвятил оперетту Фиалка Монмартра.
11. Благородное собрание — история молодого поручика Владимира Каппеля и Ольги Сергеевны Строльман, с которой они тайно обвенчались.
12. Дом горсовета — история профессора Павла Гузикова и Варвары Бахталовской
13. Дом Грибушина — история Михаила Грибушина и его жены Антонины Ивановны
14. Пермский академический театр оперы и балета имени П. И. Чайковского — история Генриха Терпиловского и его жены Антонины Георгиевны.
15. Мариинская женская гимназия — история учившейся здесь Августы Юговой, ставшей первой женой поэта Василия Каменского.
16. Дом Мешкова — история любви Николая Мешкова и Августы Нассоновой